# Marouette de Kusaie
Porzana monasa
Espèce
Statut de conservation UICN

 EX  : Éteint
La Marouette de Kusaie ou Marouette de Kittlitz (Zapornia monasa, syn. : Porzana monasa) est une espèce disparue d'oiseaux qui était endémique des marais côtiers de Kosrae dans les États fédérés de Micronésie. Kittlitz en récolte seulement deux spécimens (aujourd'hui au muséum de Saint-Pétersbourg). Son déclin est rapide à cause de l'introduction de rats sur l'île. Des mesures radiographiques de ses ailes indiquent qu'il ne volait pas.